# José Joaquín Puello

Busto de José Joaquín Puello en el Parque Independencia de Santo Domingo

José Joaquín Puello (nacido el 25 de septiembre de 1940 en San Juan de la Maguana ) es un médico neurocirujano, político, profesor y deportista dominicano. Es el mayor de tres hijos. Le siguen Juan Francisco y María Elisa, del matrimonio entre sus padres, el doctor José Altagracia Puello Rodríguez (Don Teto) y la profesora Doña Sara Herrera de Puello.

## Educación
En 1957 se gradúa de bachiller en San Juan de la Maguana. En ese mismo año ingresa a la escuela de medicina de la entonces Universidad de Santo Domingo. En 1962 gana el premio de Obstetricia y Ginecología como estudiante de término de medicina de la UASD. En 1963 se gradúa de doctor en Medicina magna cum laude de la Universidad Autónoma de Santo Domingo. 
Entre 1964 y 1971 cursa varios postgrados en instituciones como el Bambury General Hospital (adscrito a la Universidad de Oxford, Inglaterra), donde se hizo Cirujano General; estudios de postgrado en Neurocirugía y Cirugía General en el Churchill Hospital, Universidad de Oxford, Inglaterra (1964-65); estudios de postgrado en neurocirugía, en el Radclife Hospital, Universidad de Oxford, Inglaterra (1965-66). 
También, de 1966-1967 fue becado por el Bristh Council para estudios de Neurología Clínica, Neuro-anatomía, Electro-miografía y Electroencefalografía, en el National Hospital for Nervous Diseases (Instituto de Neurocirugía de la Universidad de Londres, Inglaterra); de 1967 a 1969 cursó estudios en Neurocirugía como Jefe de Residentes en el Radcliffe Infirmary Universidad de Oxford y en Cardiff Royal Infirmary Universidad de Gales. 
Entre 1969 y 1970 concluye su ejercicio como jefe de residentes en la Universidad de Gales y regresa al Departamento de Neuropatías de la Universidad de Oxford, y en 1971 se especializó en Micro Neurología en la Universidad de Vermont, Estados Unidos de América.

## Vida académica
Como profesor universitario, el doctor José Joaquín Puello Herrera ha sido maestro de miles de profesionales de la medicina. 
Su vida magisterial se inicia en 1970 en la UASD como profesor de Neuro Anatomía, impartiendo más tarde la asignatura de Psicología Fisiológica. 
También en 1970 fue llamado por la Universidad Nacional Pedro Henríquez Ureña a impartir la asignatura de Neurocirugía Clínica. En 1974 el Instituto Tecnológico de Santo Domingo (Intec) a impartir la materia de Neurocirugía Clínica y Neuro Anatomía, para luego pasar a ser miembro de la Junta de Regentes y del Consejo Académico de la escuela de Ciencia de la Salud, y en ya para 1984 pasó a ser electo presidente de la institución académica

## Desempeño profesional
Entre los cargos profesionales desempeñados por el doctor José Joaquín Puello se destacan: 
1963 - 1964 - Médico interno Hospital Salvador B. Gautier. 
1970 - 1975 - Neurocirujano Hospital Salvador B. Gautier. 
1977 - Jefe de servicio de Neurocirugía Hospital Luís E. Aybar, 
1970 - Neurocirujano honorario del Hospital Infantil Robert Reíd Cabral, 
1970 - Neurocirujano Hospital Militar E. Lithgow Ceara, 
1970 - Consultor honorario del Instituto de la Diabetes, 
1970 - Neurocirujano de las Clínicas Doctor Rodríguez Santos, Doctor Yunen, Policlínico Naco, Gómez Patiño, Alcántara y González y Clínica Abreu. 

## Vida olímpica-deportiva
1973 - 1979 - Presidente Asociación Atletismo Distrito Nacional
1974. Oficial Médico de los Juegos Centroamericanos y del Caribe, Santo Domingo, República Dominicana. 1979 - Jefe Médico delegación olímpica, Montreal Canadá.
1982.  Jefe Médico Juegos Panamericanos Puerto Rico. 1982.  Representante del país en los Juegos Centroamericanos y del Caribe, Cuba en la disciplina de Yatismo, clase Snipe. 1988 - 2003.  Miembro actual del comité ejecutivo de la Asociación de los Comités Nacionales Olímpicos (ACNO) del Mundo.
1988 - 2000.  Presidente de la Comisión Médica de la (ODEPA).
1988 - 2000.  Presidente la Comisión Médica de (ACNO)
1986 - 2003.  Presidente de la ODECABE
1996 - 2000.  Vicepresidente de la Federación Dominicana de Datismo.
Desde 1986.  Miembro del Consejo Nacional de Deportes.
1998.  Miembro de la Comisión de Medio Ambiente de la (ODEPA).
1998.  Miembro de la Comisión de Coordinación Regional de ODEPA
1982 - 2003.  Presidente del Comité Olímpico Dominicano (COLIMDO).
Deportes practicados:  Béisbol, baloncesto, softbol, tenis, atletismo.  En la actualidad práctica: Vela, obvies cat, snipe, jogging.

## Condecoraciones y distinciones
El doctor José Joaquín Puello ha recibido varias condecoraciones, tales como: 
- 1974: Condecorado con la Orden de Duarte, Sánchez y Mella en el Grado de Caballero, por servicios prestados a la comunidad.
- 1974: Hijo distinguido del Municipio de San Juan de la Maguana, otorgado por el Ayuntamiento.
- 1974: Cofundador del Banco de Válvulas para niños hidrocefálicos de la República Dominicana.
- 1975: Miembro extranjero de la Sociedad Británica de Neurocirujanos. Condecorado con la Orden Duarte, Sánchez y Mella en el Grado de Oficial (1986) por méritos deportivos.
- 1994: Medalla al Mérito Olímpico, otorgado por el C. O. I.
- 2000: Medalla Conmemorativa al XXXV Aniversario del Instituto Nacional del Deportes, Educación Física y Recreación de Cuba (INDER), otorgado por el Comité Olímpico Cubano por sus aportes y colaboración a esa Institución.

## Política
Fue candidato vicepresidencial junto a Miguel Vargas Maldonado por el Partido Revolucionario Dominicano (PRD) en las elecciones del 16 de mayo de 2008.